# Herrengosserstedt
Herrengossestedt è una frazione del comune tedesco di An der Poststraße, nella Sassonia-Anhalt.

Conta (2006) 596 abitanti.

## Storia
Herrengosserstedt costituì un comune autonomo fino al 1º luglio 2009.